# Teotonio di Coimbra
Teotonio di Coimbra (Ganfei, 1082 – Coimbra, 18 febbraio 1162) è stato un abate e santo portoghese.
Figlio di Oveco ed Eugenia, fu il primo santo canonizzato del Portogallo. È stato il fondatore dei Canonici regolari della Santa Croce di Coimbra.

## Biografia
San Teotonio nacque a Ganfei, vicino a Valença, in Portogallo. Studiò presso l'abbazia benedettina di Ganfei. All'età di 10 anni dimostrò la sua inclinazione verso la religione, marciando fino a Coimbra, della cui diocesi era vescovo suo zio Cresconio. In seguito si formò in teologia e filosofia presso la scuola della cattedrale, sotto la direzione di padre Tellus. Alla morte dello zio, entrò nell'abbazia di Viseu, della quale un altro zio era priore. Fu ordinato prete e poi eletto priore nel 1112. Fece un lungo viaggio a Gerusalemme e rifiutò la cattedra episcopale di Viseu, poiché desiderava stabilirsi in Terrasanta.
Tuttavia padre Tellus lo chiamò per farsi aiutare a fondare una comunità religiosa. Teotonio accettò e fondò, insieme a padre Tellus e altri religiosi, la comunità dei Canonici regolari della Santa Croce di Coimbra nel 1132, dopo aver ricevuto un terreno dal re Alfonso I. Egli lo chiamò Monastero della Santa Croce di Coimbra, che in seguito diede origine a numerosi monasteri affiliati. Papa Innocenzo II approvò il nuovo ordine con la bolla Desiderium quod, nel 1135. Fu qui che studiò più tardi anche sant'Antonio di Padova. Questo monastero divenne un centro missionario per i cristiani che abitavano sotto il giogo musulmano in Spagna e in altre terre di missione.
San Teotonio aprì numerose scuole di formazione per i suoi missionari e divenne consigliere spirituale del re Alfonso, che fece numerose donazioni. Tenne anche una corrispondenza con san Bernardo.
All'età di settant'anni rinunciò alla carica di priore e l'anno successivo anche alla nomina di vescovo di Coimbra. Morì il 18 febbraio 1162, dopo una lunga vita di preghiera presso il suo amato monastero.

## Culto
Fu canonizzato solo un anno dopo la sua morte, da papa Alessandro III, che ne riconobbe il contributo al rinnovo della vita religiosa in Portogallo e l'opera missionaria in Spagna.
Fu dichiarato patrono della diocesi e della città di Viseu nel 1652.
La sua memoria liturgica cade il 18 febbraio.